# Jorge Icaza

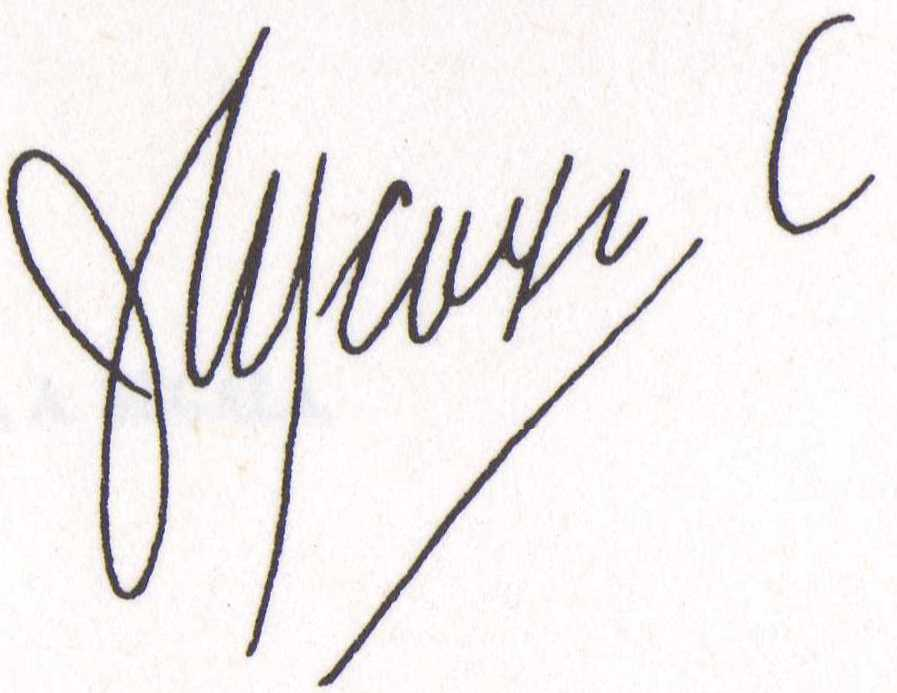
Assinatura de Jorge Icaza

Jorge Icaza Coronel (Quito, 10 de Junho de 1906 - Quito, 26 de Maio de 1978) foi um escritor equatoriano. Foi figura relevante no indigenismo na ficção equatoriana (Huasipungo, (1934) é um obra fundamental na evolução desta corrente). Outras obras importantes foram:
- En las calles (1935)
- Cholos (1938)
- El chulla Romero y Flores (1958)
- Atrapados, uma trilogia (romances)
- Barro en la Sierra
- Seis relatos (1952)
- Viejos cuentos (1960), (contos)